# Persone di cognome Joseph
| Questa pagina contiene informazioni ricavate automaticamente dalle voci biografiche con l'ausilio del template Bio e di un bot. L'aggiornamento è periodico e automatico e ricostruisce completamente la pagina. Se manca una persona in questa lista, sei pregato di non aggiungerla, ma accertati piuttosto che la sua voce biografica contenga il template Bio e che i dati anagrafici siano correttamente compilati. Se il template Bio manca, inseriscilo tu stesso o, in alternativa, metti l'avviso {{tmp\|Bio}} che ne segnala la mancanza. Se i dati riportati sono sbagliati, correggi direttamente la voce biografica; le modifiche saranno visibili in questa lista entro pochi giorni. Per chiarimenti vedi il progetto antroponimi. La lista contiene solo le 62 persone che sono citate nell'enciclopedia e per le quali è stato implementato correttamente il template Bio. Pagina aggiornata al 7 ago 2025. |

Questa è una lista di persone presenti nell'enciclopedia che hanno il cognome Joseph, suddivise per attività principale.

## Allenatori di calcio(2)
- Miles Joseph, allenatore di calcio e ex calciatore statunitense (n. 1974)
- Shalrie Joseph, allenatore di calcio e ex calciatore grenadino (Saint George's, n. 1978)

## Allenatori di football americano(1)
- Mickey Joseph, allenatore di football americano statunitense (Marrero, n. 1968)

## Anarchici(1)
- Albert Joseph, anarchico francese (Bordeaux, n. 1875 - Parigi, † 1908)

## Attiviste(1)
- Helen Joseph, attivista inglese (Sussex, n. 1905 - † 1992)

## Attori(2)
- Aubrey Joseph, attore e cantante statunitense (New York, n. 1997)
- Paterson Joseph, attore britannico (Londra, n. 1964)

## Attrici(4)
- Jackie Joseph, attrice statunitense (Los Angeles, n. 1933)
- Josephine Joseph, attrice e circense austriaca (Austria, n. 1913 - Wilmington, † 1966)
- Kimberley Joseph, attrice canadese (Vancouver, n. 1973)
- Mandakini, attrice indiana (Meerut, n. 1963)

## Calciatori(12)
- Belmar Joseph, calciatore haitiano (West Orange, n. 2005)
- Clifford Joseph, ex calciatore dominicense (Dominica, n. 1978)
- Evens Joseph, calciatore francese (Neuilly-sur-Marne, n. 1999)
- Francis Joseph, calciatore inglese (Londra, n. 1960 - † 2022)
- Gérard Joseph, ex calciatore haitiano (n. 1942)
- Jamil Joseph, calciatore santaluciano (n. 1991)
- Lancaster Joseph, calciatore grenadino (n. 1982)
- Lenny Joseph, calciatore francese (Parigi, n. 2000)
- Marc Joseph, ex calciatore antiguo-barbudano (Leicester, n. 1976)
- Marcus Joseph, calciatore trinidadiano (Point Fortin, n. 1991)
- Peterson Joseph, calciatore haitiano (Port-au-Prince, n. 1990)
- Roger Joseph, ex calciatore inglese (Paddington, n. 1965)

## Cantanti(1)
- Louisy Joseph, cantante francese (Vénissieux, n. 1978)

## Cantautori(1)
- Tyler Joseph, cantautore, rapper e polistrumentista statunitense (Columbus, n. 1988)

## Cantautrici(1)
- Ngaiire, cantautrice papuana (Lae, n. 1984)

## Cestisti(6)
- Washington Joseph, ex cestista brasiliano (San Paolo, n. 1950)
- Devoe Joseph, cestista canadese (Toronto, n. 1989)
- Kris Joseph, ex cestista canadese (Montréal, n. 1988)
- Cory Joseph, cestista canadese (Pickering, n. 1991)
- Garth Joseph, ex cestista dominicense (Roseau, n. 1973)
- Georgi Joseph, cestista francese (Parigi, n. 1982)

## Compositori(1)
- Bradley Joseph, compositore, pianista e tastierista statunitense (Bird Island, n. 1965)

## Drammaturghi(1)
- Rajiv Joseph, drammaturgo e sceneggiatore statunitense (Cleveland, n. 1974)

## Giocatori di football americano(9)
- Alex Joseph, ex giocatore di football americano statunitense (n. 1988)
- Davin Joseph, ex giocatore di football americano statunitense (Hallandale, n. 1983)
- Greg Joseph, giocatore di football americano sudafricano (Johannesburg, n. 1994)
- Johnathan Joseph, ex giocatore di football americano statunitense (Rock Hill, n. 1984)
- Karl Joseph, giocatore di football americano statunitense (Orlando, n. 1993)
- Kerby Joseph, giocatore di football americano statunitense (Orlando, n. 2000)
- Linval Joseph, giocatore di football americano statunitense (Saint Croix, n. 1988)
- Vance Joseph, ex giocatore di football americano e allenatore di football americano statunitense (Marrero, n. 1972)
- William Joseph, giocatore di football americano statunitense (Miami, n. 1979)

## Hockeisti su ghiaccio(2)
- Curtis Joseph, ex hockeista su ghiaccio canadese (n. 1967)
- Chris Joseph, ex hockeista su ghiaccio canadese (Burnaby, n. 1969)

## Mezzofondisti(1)
- Moise Joseph, ex mezzofondista haitiano (Miami, n. 1981)

## Musicisti(2)
- Peter Joseph, musicista, regista e produttore cinematografico statunitense (Winston-Salem, n. 1979)
- Richard Joseph, musicista e compositore britannico (n. 1953 - † 2007)

## Ostacoliste(1)
- Rogail Joseph, ostacolista e velocista sudafricana (Worcester, n. 2000)

## Ostacolisti(1)
- Jason Joseph, ostacolista svizzero (Basilea, n. 1998)

## Pallavoliste(1)
- Shainah Joseph, pallavolista canadese (Ottawa, n. 1995)

## Pallavolisti(1)
- Yvon Joseph, ex pallavolista e ex cestista haitiano (Cap-Haïtien, n. 1957)

## Pattinatori artistici su ghiaccio(1)
- Ronald Joseph, ex pattinatore artistico su ghiaccio statunitense (Chicago, n. 1944)

## Pattinatrici artistiche su ghiaccio(1)
- Vivian Joseph, ex pattinatrice artistica su ghiaccio statunitense (Chicago, n. 1948)

## Poetesse(1)
- Jenny Joseph, poetessa, scrittrice e giornalista britannica (South Hill, n. 1932 - † 2018)

## Politici(1)
- Claude Joseph, politico haitiano (n. 1980)

## Produttori cinematografici(1)
- Max Joseph, produttore cinematografico, regista e conduttore televisivo statunitense (New York, n. 1982)

## Rugbisti a 15(2)
- Jamie Joseph, rugbista a 15 neozelandese (Blenheim, n. 1969)
- Jonathan Joseph, rugbista a 15 britannico (Derby, n. 1991)

## Trombettisti(1)
- Don Joseph, trombettista statunitense (Staten Island, n. 1923 - Staten Island, † 1994)

## Velociste(2)
- Esther Elo Joseph, velocista e ostacolista nigeriana (n. 2003)
- Gémima Joseph, velocista francese (Kourou, n. 2001)